# NGC 106
NGC 106 es una galaxia localizada a aproximadamente 270 millones de años luz de distancia en la constelación de Piscis. Fue descubierta por Francis Leavenworth en 1886 y su magnitud aparente es 14,5.